# Поволжье (Тверская область)
Поволжье  — деревня в Ржевском районе Тверской области. Входит в состав сельского поселения «Победа».

## География
Находится в южной части Тверской области на расстоянии приблизительно 2 км по прямой на запад-северо-запад от города Ржев на правом берегу Волги.

## История
Деревня была отмечена еще на карте 1825 года. В 1859 году здесь (деревня Ржевского уезда Тверской губернии) было учтено 6 дворов, в 1939—41.

## Население
Численность населения: 53 человека (1859 год), 41 (русские 93 %) в 2002 году, 50 в 2010.